# フレズノ (軽巡洋艦)
フレズノ (USS Fresno, CL/CLAA-121) は、アメリカ海軍の巡洋艦。アトランタ級軽巡洋艦の11番艦。艦名はカリフォルニア州フレズノに因む。その名を持つ艦としては2隻目。

## 艦歴
「フレズノ」は1945年2月12日にニュージャージー州カーニーのフェデラル・シップビルディング・アンド・ドライドックで起工した。1946年3月5日にルース・R・マーティン夫人によって進水し、1946年11月27日に艦長E. B. シュトラウス大佐の指揮下で就役した。1949年3月18日にCLAA-121（防空軽巡洋艦）に艦種変更された。 
就役後、最初の巡航は1947年1月13日から5月7日まで行われた。「フレズノ」はカリブ海での予備訓練を行い、その後大統領の就任式が行われたウルグアイのモンテビデオを訪れ、続いてブラジルのリオデジャネイロを訪問した。8月1日にバージニア州ノーフォークを出航し、北ヨーロッパおよび地中海に向かう。12月1日にノーフォークに帰還した。
2度目の海外配備は1948年3月3日から6月19日まで行われ、「フレズノ」は母港のプリマスからアムステルダム、ダブリン、ベルゲン、コペンハーゲンを訪問した。その後はノーフォークから近海での作戦活動に従事し、その中にはプリンスエドワード島からバミューダまでの巡航も含まれた。1949年5月17日にニューヨーク海軍工廠で退役し、ニュージャージー州ベイヨンで係留保管された。1966年6月17日にスクラップとして売却された。